# Nemo and Friends SeaRider
Nemo and Friends SeaRider est un cinéma dynamique, de type simulateur de vol mais utilisé pour naviguer sous l'océan, ouverte le 12 mai 2017. C'est la dernière version du système utilisé pour Star Tours ou Body Wars. L'attraction utilisant le même concept que Body Wars simule une réduction des passagers pour découvrir le monde à une autre échelle, mais au lieu du corps humain c'est le thème du film Le Monde de Nemo. Elle remplace l'attraction StormRider fermée un an plus tôt le 17 mai 2016 .
Le 10 janvier 2017, OLC a annoncé l'ouverture le 12 mai 2017 de Nemo and Friends SeaRider à la place de StormRider.

## L'attraction

### Tokyo DisneySea
Ici le Marine Life Institute a développé une substance nommée Chidiminium (signifie "réduire" en japonais) permettant de réduire la taille des objets. Appliqué sur un submersible nommé SeaRider, il permet de côtoyer les poissons de près comme ceux des films Le Monde de Nemo et Le Monde de Dory.
L'attraction est sponsorisée par JCB.
- Ouverture : 12 mai 2017
- Conception : Walt Disney Imagineering
- Nombre de simulateurs : 2
- Taille minimale requise pour l'accès : 90 cm
- Durée : 4 min 30 s
- Type d'attraction : simulateur de vol
- Situation : 35° 37′ 30″ N, 139° 52′ 57″ E